# Балабай Руслана Михайлівна
Руслана Михайлівна Балабай (нар. 10 липня 1958, Кривий Ріг) — українська вчена в галузі фізики твердого тіла, викладачка вищої школи, доктор фізико-математичних наук, професор.

## Професійна біографія
1982 — з відзнакою закінчила фізико-технічний факультет Харківського політехнічного інституту за спеціальністю «Кріогенна електроніка».
З 1983 року розпочала викладацьку діяльність у Криворізькому державному педагогічному інституті, де пройшла всі сходинки науково-педагогічної кар'єри — від асистента, старшого викладача, доцента кафедри фізики до професора (з 2015 року) кафедри фізики та методики її навчання Криворізького державного педагогічного університету. 2001—2003 — очолювала кафедру фізики КДПУ.
1985—1988 — навчалася в аспірантурі за спеціальністю «Фізика твердого тіла» в Одеському державному педагогічному інституті імені К. Д. Ушинського.
1993 — захистила дисертацію «Конфігурації точкових дефектів у кремнії при критичних концентраціях» на здобуття наукового ступеня кандидата фізико-математичних наук у спеціалізованій вченій раді Одеського державного університету імені І. І. Мечникова за спеціальністю 01.04.07 — Фізика твердого тіла.
1999 — присвоєне вчене звання доцента по кафедрі фізики.
2014 — захистила дисертацію «Особливості розподілу електронної густини в нанорозмірних функціональних матеріалах» на здобуття наукового ступеня доктора фізико-математичних наук у спеціалізованій вченій раді Київського національного університету імені Тараса Шевченка за спеціальністю 01.04.07 — Фізика твердого тіла.
2018 — присвоєне вчене звання професора по кафедрі фізики.
Викладає навчальні дисципліни: «Електротехніка», «Радіоелектроніка і основи автоматики», «Електродинаміка», «Фізика твердого тіла». «Основи нанофізики», «Фізика конденсованих середовищ».
Сфера наукових інтересів: фізика твердого тіла, квантова теорія фізики твердого тіла, обчислювальна фізика, програмування, моделювання процесів у багаточастинкових системах, наноматеріали та нанотехнології.
Керівниця наукової школи «Реалістичне фізико-хімічне портретування нанорозмірних систем». Захищено 10 дисертацій на здобуття наукового ступеня кандидата фізико-математичних наук і доктора філософії за спеціальністю 104 Фізика та астрономія. Серед головних завдань, що вирішуються дослідниками наукової школи під керівництвом професорки Руслани Балабай, є отримання нових знань світового рівня щодо атомної та електронної структури твердотільних нанооб'єктів; реалізація сучасних методів квантової фізики твердого тіла, що має розвинені функціональні можливості відтворення й редагування нанооб'єктів, обчислення електронно-структурних характеристик. 
Має спільні наукові проєкти з науковими установами Національної академії наук та Національних галузевих академій наук України, зокрема з Інститутом фізики напівпровідників імені В. Є. Лашкарьова НАН України, з Інститутом фізики твердого тіла Латвійського Університету (м. Рига, Латвія). 
Інтелектуальною власністю наукової школи під керівництвом Р. Балабай є авторський комплекс комп’ютерних програм — альтернатива комерційним іноземним програмним продуктам, що реалізують молекулярну динаміку за схемою Кар-Паррінелло з квантово-механічним розрахунком сил з використанням методів функціоналу електронної густини і псевдопотенціалу із перших принципів. Авторський комплекс комп’ютерних програм дозволяє отримувати достовірні дані за прийнятний час та з прийнятними обчислювальними затратами, має розвинені функціональні можливості відтворення й редагування молекул, кристалів або нанооб’єктів, обчислення електронно-структурних характеристик, їх аналізу та візуалізації, отже, реалізує багатомасштабне моделювання матеріалів. Наукові результати, які отримані за допомогою авторського комплексу комп’ютерних програм, пройшли апробацію на міжнародних та вітчизняних конференціях, опубліковані в міжнародних та вітчизняних виданнях, носять достовірний характер. Процес отримання наукових результатів полягає у теоретичному обчисленні електронних, енергетичних, відбивних характеристик атомних структур різних розмірностей, симетрії та різного хімічного складу. Результати, що отримуються з використанням вище названих сучасних обчислювальних методик квантової фізики багаточастинкових систем, прирівнюються до результатів, що отримуються при застосуванні експериментальних методик.  
Професорка Р. Балабай здійснює керівництво фундаментальним науковим дослідженням з бюджетним фінансуванням по темі «Просторова будова та енергетичні властивості нанооб'єктів»

Нагороджена Почесною грамотою Міністерства освіти і науки України (2000), Нагрудним Знаком «Відмінник освіти України» (2005).

## Публікації
Опублікувала понад 100 наукових праць(одноосібно та в співавторстві), серед них публікації у фахових виданнях «Український фізичний журнал», «Applied Physics», «Фізика і хімія твердого тіла», «Radiation Measurements», «Molecular Crystals and Liquid Crystals», «Applied Nanoscience», «Наносистемы, Наноматериалы, Нанотехнологии», «Сенсорна електроніка і мікросистемні технології», «Diamond & Related Materials» та ін.; брала участь у понад 100 міжнародних та всеукраїнських конференціях; є автором монографії «Обчислювальні методи із перших принципів у фізиці твердого тіла: квантово-механічна молекулярна динаміка», навчально-методичних посібників: «Задачі зі статистичної фізики та термодинаміки (з розв'язаннями)», «Лекції з фізики твердого тіла», "Методичні вказівки до лабораторного практикуму з «Електротехніки», «Практичний курс з фізики твердого тіла для фізичних спеціальностей педагогічних інститутів (задачі та лабораторні роботи)».